# Cisleithania

Mica stemă a țărilor austriece începând cu 1915: vulturul bicefal cu scutul roșu-alb-roșu pe piept, purtând coroana lui Rudolf, având în ghiare globus cruciger, sabia imperială și sceptrul

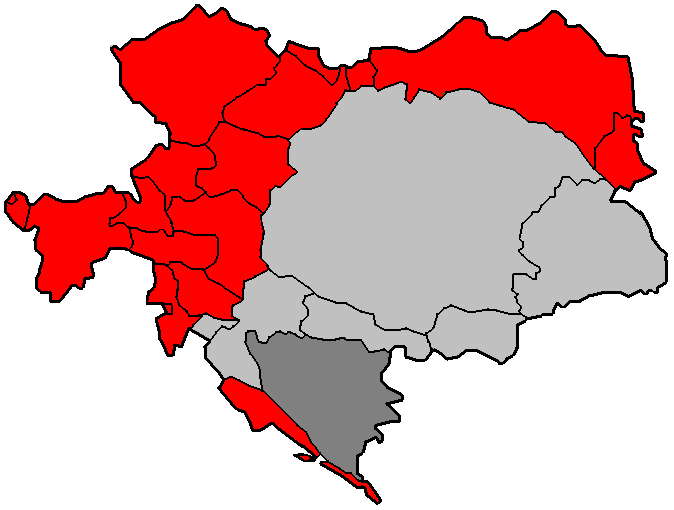
Cisleithania (în roșu) în Austro-Ungaria

Cisleithania (în spațiul german: Cisleithanien sau Zisleithanien; în latină: Cisleithania, adică „Țara de dincoace de Leitha”) a fost o denumire folosită neoficial de către funcționari și juriști după întemeierea Dublei Monarhii în 1867, pentru a se referi la părțile nordice și vestice ale Austro-Ungariei. Aceste părți erau numite de germanii monarhiei Imperiul Austriac sau Austria; slavii din țările coroanei nu voiau să fie cuprinși sub numele Austria.
Până în 1915, numele oficial al acestei părți a Dublei Monarhii (care era un stat autonom precum cealaltă jumătate a Austro-Ungariei) era Regatele și Țările reprezentate în Consiliul Imperial; după 1915, până la dezintegrarea monarhiei din 1918, statul s-a numit Țările austriece. Jumătatea estică a Austro-Ungariei (corespondentul estic al Cisleithaniei) era Transleithania (Țara de dincolo de Leitha).

## Denumire, întindere
Denumirea oficială Regatele și Țările reprezentate în Consiliul Imperial se referă la parlamentul comun al acestor țări, la Consiliul Imperial din Viena, de care Țările Coroanei Sfântului Ștefan se despărțiseră prin Compromisul austro-ungar din 1867.
Denumirea Cisleithania, al cărei sens este determinat de punctul de vedere al locuitorului Vienei, provine de la râul Leitha, care constituia în parte granița dintre Austria de Jos și Regatul Ungariei și care era traversat cel mai adesea în cazul deplasărilor de la Viena la Budapesta. Noile denumiri (Cisleithania și Transleithania) au urmat tradiția denumirilor legate de râul Enns care era granița internă, de multă vreme stabilită, între Austria de peste Enns și Austria de sub Enns. Denumirea Cisleithania (care a fost anticipată în 1867 prin expresia țările de partea asta a Leithei folosită în discuțiile din Consiliul Imperial) neglija, totuși, exactitatea geografică, deoarece cea mai mare parte a Cisleithaniei nu era de nici una din părțile Leithei, ci în nord și în nord-est (Țările Coroanei boeme: Regatul Boemiei, Moravia și Silezia austriacă; apoi Regatul Galiției și Lodomeriei și Ducatul Bucovinei) și în sudul statului (Litoralul austriac, Craina, Regatul Dalmației).

## Vezi și

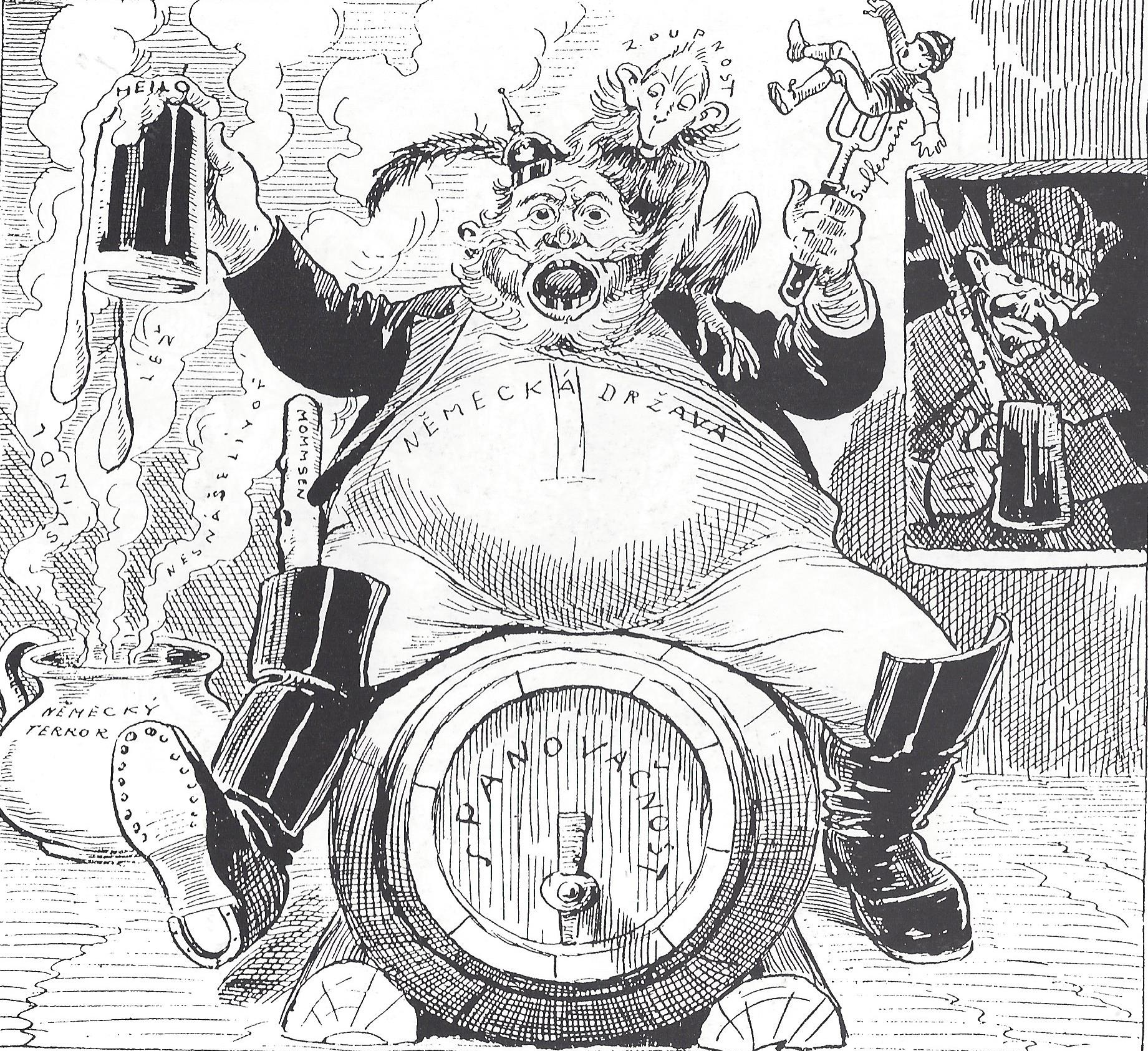
„Inviolabila dominație germană în Cisleithania“ (caricatură cehă, 1904)

## Guvern și autorități
Separat și independent de ministerele comune ale Austro-Ungariei, Cisleithania a avut la Viena, în perioada 1867–1918, propriul ei guvern central (cezaro-crăiesc) desemnat de împărat. Potrivit Constituției din decembrie 1867, acest guvern era responsabil pentru toate afacerile Cisleithaniei care nu cădeau în sarcina ministerelor comune. 
Guvernul Cisleithaniei era compus din următoarele ministere:
- Ministerul cezaro-crăiesc al agriculturii (în germană k.k. Ackerbauministerium), fondat în 1867. Pe lângă chestiunile de ordin agricol, ministerul mai era responsabil încă de la început de administrarea fondului forestier, precum și de vânat, pescuit și hidrotehnică (în măsura în care această ultimă activitate nu avea implicații în transport și nu afecta interesele militare).[2] Primul ministru al agriculturii a fost Alfred Józef Potocki. În perioada 28 iunie 1870–6 februarie 1871, ministerul a fost condus de un etnic român: Alexandru Petrino din Bucovina, fiind singurul român care a ajuns ministru într-un guvern Austro-Ungar.[3]
- Ministerul cezaro-crăiesc pentru cultură și învățământ (în germană k.k. Ministerium für Kultus und Unterricht)[4], fondat în 1848. Ministerul a trecut gradual de la învățământul religios la cel laic. Începând cu 1867, a lărgit spectrul materiilor studiate incluzând științele naturii încă din școala primară. Pe de altă parte, dacă la început învățământul era dedicat băieților, după 1867 a deschis posibilitatea formării (inclusiv profesionale a) fetelor.
- Ministerul cezaro-crăiesc al căilor ferate (în germană k.k. Eisenbahnministerium), fondat în 1896. A crescut continuu până la dizolvarea sa în 1918. Era responsabil cu strategia de dezvoltare a rețelei de căi ferate a Cisleithaniei, cu răscumpărarea / cumpărarea rețelei de la investitorii privați și cu concesionarea noilor lucrări.
- Ministerul cezaro-crăiesc al finanțelor (în germană k.k. Finanzministerium), își are originile în instituția medievală a camerei curții (Hofkammer). Separat și independent de Ministerul de finanțe k.u.k., k.k. Finanzministerium era responsabil exclusiv de finanțele Cisleithaniei (taxe, reforme financiare etc.).
- Ministerul cezaro-crăiesc al comerțului (în germană k.k. Handelsministerium)
- Ministerul cezaro-crăiesc al internelor (în germană k.k. Innenministerium)
- Ministerul cezaro-crăiesc al justiției (în germană k.k. Justizministerium)
- Ministerul cezaro-crăiesc al apărării (în germană k.k. Ministerium für Landesverteidigung), fondat în 1868. În vremuri de pace era independent de corespondentul să maghiar, precum și de Ministerul de război imperial și regal. Ministerul apărării Cisleithaniei era responsabil de pregătirea Forțelor de apărare cezaro-crăiești.
- Ministerul cezaro-crăiesc al lucrărilor publice (în germană k.k. Ministerium für öffentliche Arbeiten), fondat în 27 iunie 1908.[5] În sarcina acestui minister intra printre altele regularizarea cursurilor de apă, construcția digurilor, a porturilor etc. Alături de Ministerul căilor ferate, a fost coresponsabil de dezvoltarea rețelei de transport.
- Ministerul cezaro-crăiesc al asistenței sociale (în germană k.k. Ministerium für soziale Fürsorge), fondat în 1917.
- Ministerul cezaro-crăiesc al sănătății publice (în germană k.k. Ministerium für Volksgesundheit), fondat în 1917. A fost primul minister de acest fel din Europa.

Înalta curte de conturi k.k. (separată și independentă de Curtea de conturi k.u.k.), al cărei președinte avea rang de ministru, era subordonată direct împăratului.
În privința costurilor afacerilor comune, potrivit acordurilor din 1867, la început Cisleithania acoperea 70% din total, dar până în 1918 și-a redus gradual participarea la aproximativ 64%.

## Parlament
Spre deosebire de Transleithania, Cisleithania a făcut mai multe reforme electorale, cea mai importantă dintre ele fiind pusă în practică cu ocazia alegerilor legislative din 1907 (vot universal și egalitar pentru bărbați).

## Țările Cisleithaniei
- Țările moștenirii habsburgice:

Harta Austro-Ungariei, cu Cisleithania în galben deschis

  - Arhiducatul Austriei de sub Enns: 8
  - Arhiducatul Austriei de peste Enns: 14
  - Ducatul Carintia: 3
  - Ducatul Crainei: 4
  - Ducatul Salzburg: 10
  - Ducatul Stiria: 12
  - Comitatul Princiar Tirol: 13
  - Vorarlberg: 15
  - Comitatul Princiar Gorizia și Gradisca: 7
  - Orașul Triest: 7
  - Margraviatul Istriei: 7
- Țările Coroanei boeme:
  - Regatul Boemiei: 1
  - Margraviatul Moraviei: 9
  - Ducatul Sileziei de Sus și de Jos: 11
- Regatul Galiției și Lodomeriei cu Marele Ducat al Cracoviei și cu ducatele Auschwitz și Zator: 6
- Ducatul Bucovinei: 2
- Regatul Dalmației: 5

|  |